# Aleksandar Borković
Aleksandar Borković (Vienna, 11 giugno 1999) è un calciatore austriaco, difensore dello Sturm Graz.

## Carriera

### Club

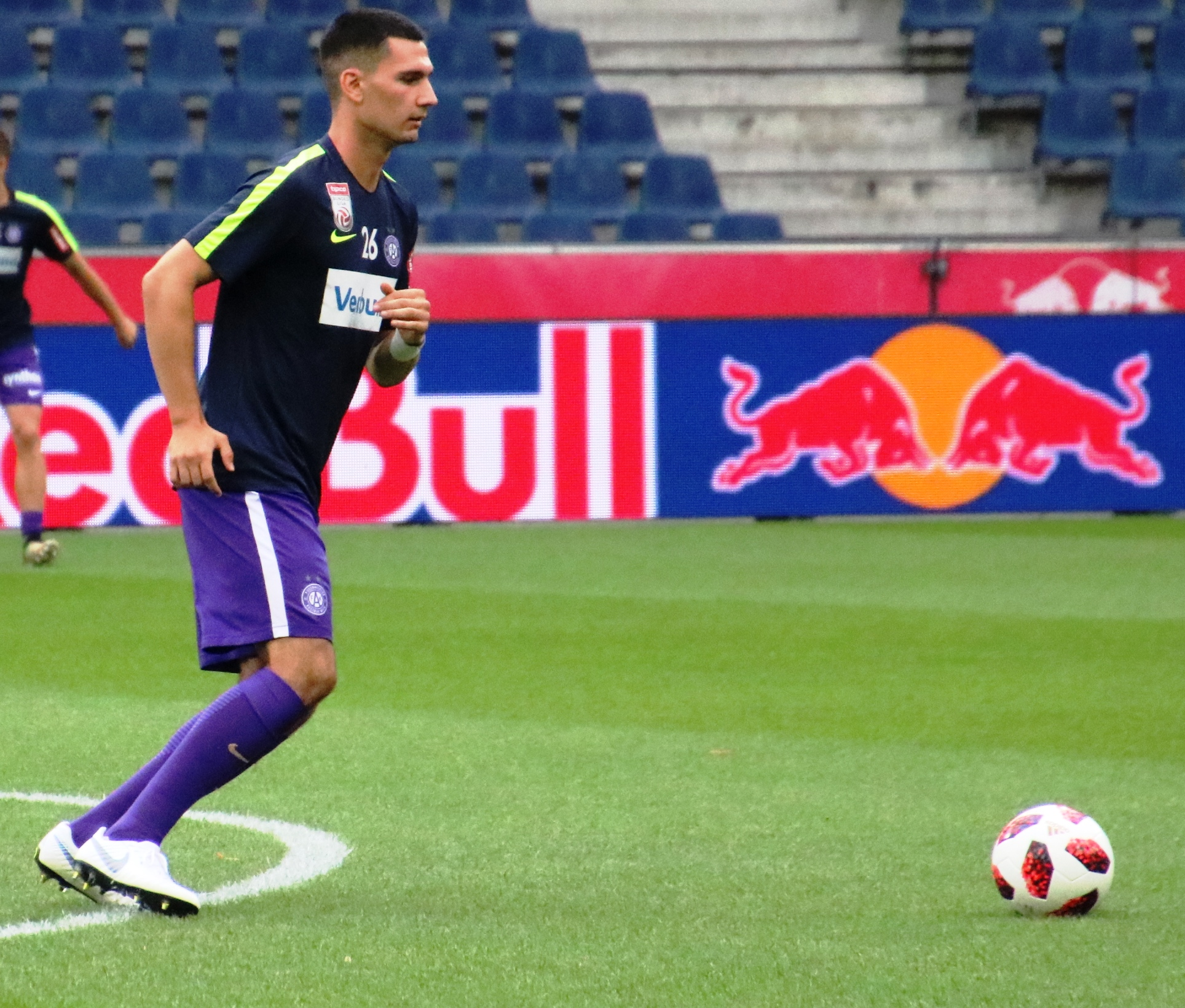
Borković con la maglia dell' (2018)

Cresciuto nelle file dell'Austria Vienna, ha debuttato in prima squadra il 25 febbraio 2017, nell'incontro di campionato Austria Vienna-Altach (1-3). Il 24 agosto 2017 ha debuttato in Europa League, nella gara di ritorno del quarto turno preliminare Austria Vienna-Osijek (0-1), subentrando a Dominik Prokop al minuto 90. Il successivo 14 settembre, in Austria Vienna-Milan (1-5), incontro valido per la fase a gironi dell'Europa League, ha messo a segno la sua prima rete con la maglia del club viennese: subentrato all'infortunato Heiko Westermann al minuto 42 del primo tempo, ha siglato il gol del momentaneo 1-3 al secondo minuto del secondo tempo. Ha militato nelle file dell'Austria Vienna fino al 2020, totalizzando 40 presenze e una rete in campionato con la prima squadra. Il 26 agosto 2020 si è trasferito in Germania, all'Hoffenheim. Mai sceso in campo con la prima squadra, ha totalizzato appena 4 presenze con la squadra riserve. Il 30 agosto 2021 si è trasferito in prestito biennale con diritto di riscatto allo Sturm Graz, tornando così in patria dopo l'esperienza tedesca. Ha debuttato in prima squadra il 19 settembre 2021, nell'incontro di campionato Sturm Graz-WSG Tirol (5-0), subentrando a Jon Gorenc-Stanković al minuto 78. Il 23 maggio 2023 è stato annunciato il suo trasferimento a titolo definitivo allo Sturm Graz, con cui ha firmato un contratto triennale.

### Nazionale
Dopo aver disputato incontri con le selezioni Under-15, Under-16, Under-17 e Under-18, il 30 agosto 2017 ha fatto il proprio debutto con la Nazionale Under-19, disputando da titolare l'amichevole Norvegia-Austria (1-1). Il successivo 2 settembre, nell'amichevole Danimarca-Austria (1-4), ha messo a segno la sua prima rete con l'Under-19, siglando il gol del definitivo 1-4 al minuto 72. Il 23 marzo 2019 ha collezionato la sua unica presenza con la Nazionale Under-20, subentrando all'inizio del secondo tempo a Emanuel Aiwu nell'incontro amichevole Austria-Norvegia (0-1). Ha debuttato con l'Under-21 l'11 giugno 2019, in Austria-Francia (3-1), subentrando a Dario Maresic al minuto 90. Con la selezione Under-21 ha totalizzato 3 presenze.

## Statistiche

### Presenze e reti nei club
Statistiche aggiornate al 6 ottobre 2024.
| Stagione              | Squadra               | Campionato            | Campionato | Campionato | Coppe nazionali | Coppe nazionali | Coppe nazionali | Coppe continentali | Coppe continentali | Coppe continentali | Altre coppe | Altre coppe | Altre coppe | Totale | Totale | Totale |
| Stagione              | Squadra               | Comp                  | Pres       | Reti       | Comp            | Pres            | Reti            | Comp               | Pres               | Reti               | Comp        | Pres        | Reti        | Pres   | Reti   |        |
| --------------------- | --------------------- | --------------------- | ---------- | ---------- | --------------- | --------------- | --------------- | ------------------ | ------------------ | ------------------ | ----------- | ----------- | ----------- | ------ | ------ | ------ |
| 2016-2017             | Austria Vienna        | BL                    | 2          | 0          | OFBC            | 0               | 0               | UEL                | 0                  | 0                  | -           | -           | -           | 2      | 0      |        |
| 2017-2018             | Austria Vienna        | BL                    | 11         | 0          | OFBC            | 0               | 0               | UEL                | 3                  | 1                  | -           | -           | -           | 14     | 1      |        |
| 2018-2019             | Austria Vienna        | BL                    | 6          | 1          | OFBC            | 0               | 0               | -                  | -                  | -                  | -           | -           | -           | 6      | 1      |        |
| 2019-2020             | Austria Vienna        | BL                    | 19+2       | 0+0        | OFBC            | 0               | 0               | -                  | -                  | -                  | -           | -           | -           | 21     | 0      |        |
| Totale Austria Vienna | Totale Austria Vienna | Totale Austria Vienna | 40         | 1          |                 | 0               | 0               |                    | 3                  | 1                  |             | -           | -           | 43     | 2      |        |
| 2020-2021             | Hoffenheim            | BL                    | 0          | 0          | DFBP            | 0               | 0               | -                  | -                  | -                  | -           | -           | -           | 0      | 0      |        |
| 2021-2022             | Sturm Graz            | BL                    | 7          | 0          | OFBC            | 1               | 0               | UEL                | 1                  | 0                  | -           | -           | -           | 9      | 0      |        |
| 2022-2023             | Sturm Graz            | BL                    | 20         | 1          | OFBC            | 3               | 0               | UCL+UEL            | 0+2                | 0+0                | -           | -           | -           | 25     | 1      |        |
| 2023-2024             | Sturm Graz            | BL                    | 2          | 0          | OFBC            | 1               | 0               | UCL+UEL+UECL       | 0+1+0              | 0+0+0              | -           | -           | -           | 4      | 0      |        |
| 2024-2025             | Sturm Graz            | BL                    | 0          | 0          | OFBC            | 0               | 0               | UCL                | 0                  | 0                  | -           | -           | -           | 0      | 0      |        |
| Totale Sturm Graz     | Totale Sturm Graz     | Totale Sturm Graz     | 29         | 1          |                 | 5               | 0               |                    | 4                  | 0                  |             | -           | -           | 38     | 1      |        |
| Totale carriera       | Totale carriera       | Totale carriera       | 69         | 2          |                 | 5               | 0               |                    | 7                  | 1                  |             | -           | -           | 81     | 3      |        |

### Cronologia presenze e reti in nazionale
| Cronologia completa delle presenze e delle reti in nazionale ― Austria under 19 | Cronologia completa delle presenze e delle reti in nazionale ― Austria under 19 | Cronologia completa delle presenze e delle reti in nazionale ― Austria under 19 | Cronologia completa delle presenze e delle reti in nazionale ― Austria under 19 | Cronologia completa delle presenze e delle reti in nazionale ― Austria under 19 | Cronologia completa delle presenze e delle reti in nazionale ― Austria under 19 | Cronologia completa delle presenze e delle reti in nazionale ― Austria under 19 | Cronologia completa delle presenze e delle reti in nazionale ― Austria under 19 |
| Data                                                                            | Città                                                                           | In casa                                                                         | Risultato                                                                       | Ospiti                                                                          | Competizione                                                                    | Reti                                                                            | Note                                                                            |
| ------------------------------------------------------------------------------- | ------------------------------------------------------------------------------- | ------------------------------------------------------------------------------- | ------------------------------------------------------------------------------- | ------------------------------------------------------------------------------- | ------------------------------------------------------------------------------- | ------------------------------------------------------------------------------- | ------------------------------------------------------------------------------- |
| 30-8-2017                                                                       | Sandefjord                                                                      | Norvegia under 19                                                               | 1 – 1                                                                           | Austria under 19                                                                | Amichevole                                                                      | -                                                                               |                                                                                 |
| 2-9-2017                                                                        | Sandefjord                                                                      | Danimarca under 19                                                              | 1 – 4                                                                           | Austria under 19                                                                | Amichevole                                                                      | 1                                                                               |                                                                                 |
| Totale                                                                          |                                                                                 | Presenze                                                                        | 2                                                                               |                                                                                 | Reti                                                                            | 1                                                                               |                                                                                 |

| Cronologia completa delle presenze e delle reti in nazionale ― Austria under 20 | Cronologia completa delle presenze e delle reti in nazionale ― Austria under 20 | Cronologia completa delle presenze e delle reti in nazionale ― Austria under 20 | Cronologia completa delle presenze e delle reti in nazionale ― Austria under 20 | Cronologia completa delle presenze e delle reti in nazionale ― Austria under 20 | Cronologia completa delle presenze e delle reti in nazionale ― Austria under 20 | Cronologia completa delle presenze e delle reti in nazionale ― Austria under 20 | Cronologia completa delle presenze e delle reti in nazionale ― Austria under 20 |
| Data                                                                            | Città                                                                           | In casa                                                                         | Risultato                                                                       | Ospiti                                                                          | Competizione                                                                    | Reti                                                                            | Note                                                                            |
| ------------------------------------------------------------------------------- | ------------------------------------------------------------------------------- | ------------------------------------------------------------------------------- | ------------------------------------------------------------------------------- | ------------------------------------------------------------------------------- | ------------------------------------------------------------------------------- | ------------------------------------------------------------------------------- | ------------------------------------------------------------------------------- |
| 23-3-2019                                                                       | Frauenkirchen                                                                   | Austria under 20                                                                | 0 – 1                                                                           | Norvegia under 20                                                               | Amichevole                                                                      | -                                                                               | 46’                                                                             |
| Totale                                                                          |                                                                                 | Presenze                                                                        | 1                                                                               |                                                                                 | Reti                                                                            | 0                                                                               |                                                                                 |

| Cronologia completa delle presenze e delle reti in nazionale ― Austria under 21 | Cronologia completa delle presenze e delle reti in nazionale ― Austria under 21 | Cronologia completa delle presenze e delle reti in nazionale ― Austria under 21 | Cronologia completa delle presenze e delle reti in nazionale ― Austria under 21 | Cronologia completa delle presenze e delle reti in nazionale ― Austria under 21 | Cronologia completa delle presenze e delle reti in nazionale ― Austria under 21 | Cronologia completa delle presenze e delle reti in nazionale ― Austria under 21 | Cronologia completa delle presenze e delle reti in nazionale ― Austria under 21 |
| Data                                                                            | Città                                                                           | In casa                                                                         | Risultato                                                                       | Ospiti                                                                          | Competizione                                                                    | Reti                                                                            | Note                                                                            |
| ------------------------------------------------------------------------------- | ------------------------------------------------------------------------------- | ------------------------------------------------------------------------------- | ------------------------------------------------------------------------------- | ------------------------------------------------------------------------------- | ------------------------------------------------------------------------------- | ------------------------------------------------------------------------------- | ------------------------------------------------------------------------------- |
| 11-6-2019                                                                       | Hartberg                                                                        | Austria under 21                                                                | 3 – 1                                                                           | Francia under 21                                                                | Amichevole                                                                      | -                                                                               | 90’                                                                             |
| 18-11-2019                                                                      | Budapest                                                                        | Ungheria under 21                                                               | 0 – 1                                                                           | Austria under 21                                                                | Amichevole                                                                      | -                                                                               | 85’                                                                             |
| 4-9-2020                                                                        | Ried im Innkreis                                                                | Austria under 21                                                                | 1 – 5                                                                           | Albania under 21                                                                | Qual. Europeo Under-21 2021                                                     | -                                                                               | 19’                                                                             |
| Totale                                                                          |                                                                                 | Presenze                                                                        | 3                                                                               |                                                                                 | Reti                                                                            | 0                                                                               |                                                                                 |

## Palmarès

### Club

#### Competizioni nazionali
- Coppa d'Austria: 2

Sturm Graz: 2022-2023, 2023-2024
- Campionato austriaco: 2

Sturm Graz: 2023-2024, 2024-2025